# كاردينيوسا
بلدية كاردينيوسا (بالإسبانية: Cardeñosa) هي بلدية تقع في مقاطعة آبلة التابعة لمنطقة قشتالة وليون وسط إسبانيا.

## الديموغرافيا
يبلغ عدد سكان بلدية كاردينيوسا 513 نسمة عام 2011 (وفقاً للمعهد الوطني للإحصاء الإسباني).
| 569 | 576 | 550 | 527 | 538 | 532 | 513 |